# Fernando Eimbcke
Fernando Eimbcke est un réalisateur et scénariste mexicain, né en 1970 à Mexico (Mexique).

## Filmographie
- 1994 : Disculpe las molestias
- 1995 : Perdón?
- 1995 : No todo es permanente
- 2002 : La Suerte de la fea... a la bonita no le importa
- 2004 : Temporada de patos
- 2005 : Perro que ladra
- 2008 : Lake Tahoe
- 2010 : Revolución (segment La bienvenida)
- 2014 : Club Sandwich (Club Sándwich)
- 2019 : Berlin, I Love You - un segment

## Récompenses
- Festival de Berlin 2008 : Prix Alfred-Bauer pour Lake Tahoe
- Festival international du film de Saint-Sébastien 2013 : Coquille d'argent du meilleur réalisateur pour Club Sándwich